# سفن رئيسية

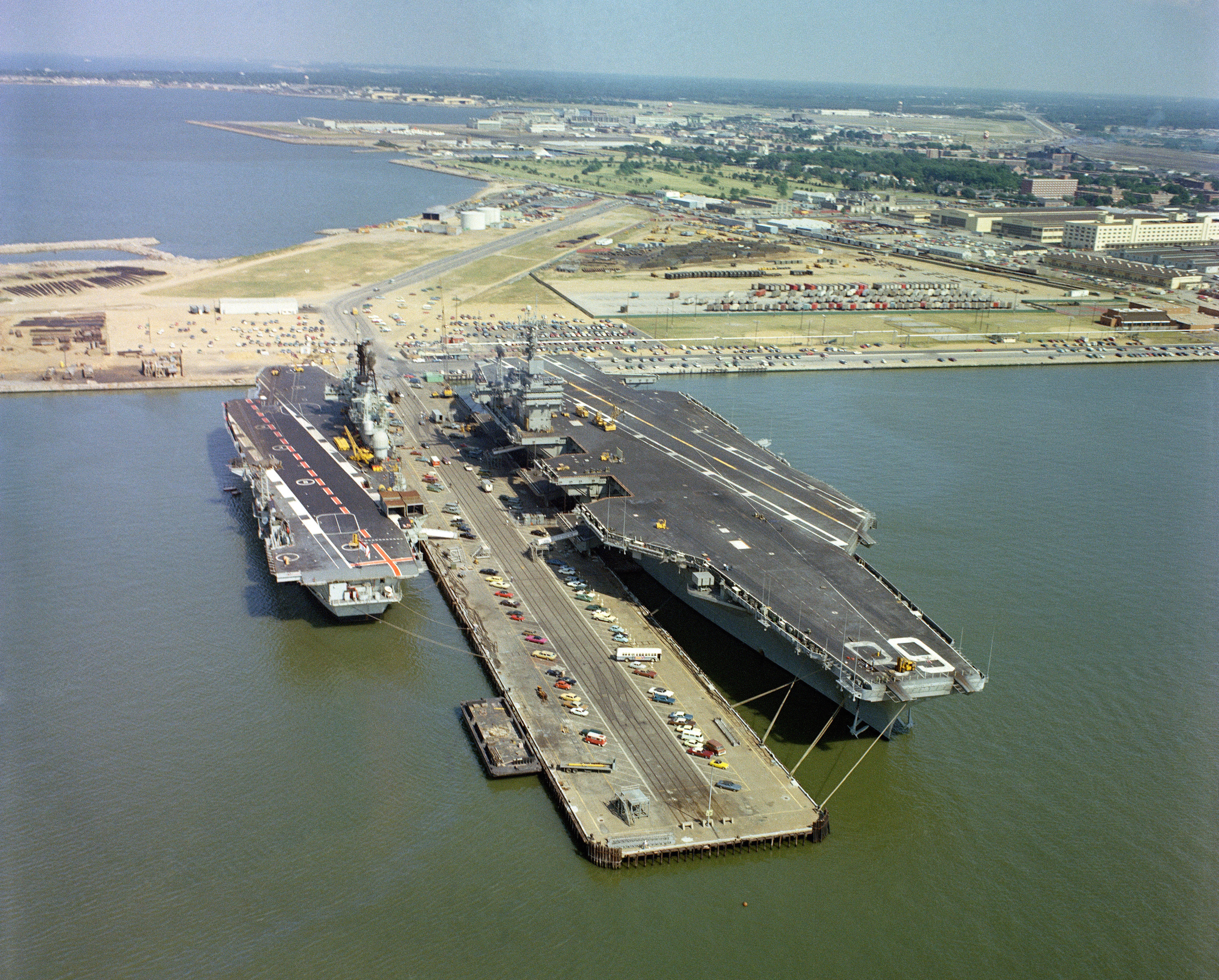
تشكل حاملات الطائرات السفن الرئيسية في معظم القوات البحرية في العصر الحديث.

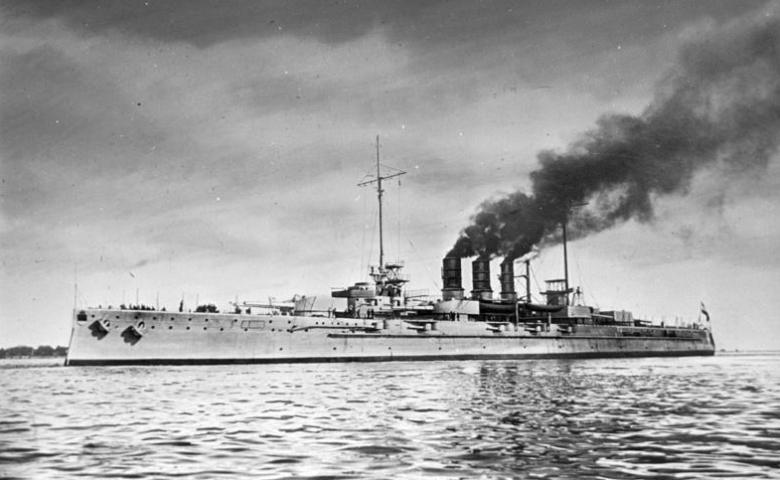
أصبحت البوارج تمثل الشكل الأساسي للسفن الرئيسية في الوقت الذي لم يعد فيه أي استخدام للسفن الشراعية، وظلت كذلك حتى الحرب العالمية الثانية. معروض في الصورة البارجة هيلجولاند الألمانية.

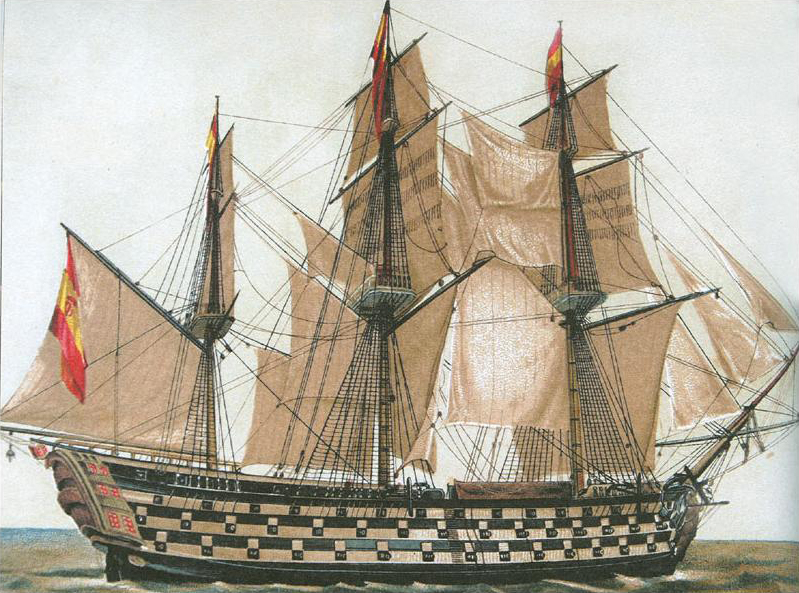
كانت السفن الخطية (في المعارك) هي السفن الرئيسية في عصر السفن الشراعية. معروض في الصورة السفينة سانتا آنا الإسبانية، وهي سفينة كبيرة للغاية تحتوي على 112 مدفعًا.

تعد السفن الرئيسية أهم السفن الحربية في القوات البحرية؛ حيث إنها بوجه عام تحتوي على أثقل الأسلحة وعلى مدرعة، بالإضافة إلى أنها أكبر من المركبات البحرية التقليدية الأخرى. بوجه عام، فإن السفينة الرئيسية هي سفينة أمامية أو قيادية في أي أسطول حربي.
في الغالب لا يوجد معيار رسمي للتصنيف، ولكن يعتبر ذلك مفهومًا مفيدًا في الإستراتيجية البحرية؛ حيث يسمح على سبيل المثال بالمقارنة بين نقاط القوة النسبية للبحرية في أي مسرح عمليات دون أي اعتبار للتفاصيل الخاصة بالحمولة أو أقطار المدافع.
من الأمثلة البارزة على هذا المفهوم ما يعرف باسم النظرية الماهانية التي تم تطبيقها في التخطيط من أجل الدفاع عن سنغافورة في الحرب العالمية الثانية؛ حيث كانت البحرية الملكية البريطانية قد قررت توزيع البوارج والطوافات الحربية بين مسارح العمليات في كل من المحيط الأطلسي والهادئ. كذلك، قامت البحرية الامبراطورية اليابانية بتطبيق النظرية الماهانية، مما أدى إلى تحركهم الاستباقي من أجل الهجوم على بيرل هاربر ومعارك أسطول الولايات المتحدة في المحيط الهادئ. من جهة أخرى، طورت بحرية الولايات المتحدة بوارجها وحاملات الطائرات الخاصة بها في المحيط الهادئ. ومع أن الولايات المتحدة والمملكة المتحدة اتفقتا على الخطة الإستراتيجية الكبرى ألمانيا أولاً، وعلى الرغم من قلة عدد الأسطول الألماني، وعلى الرغم من أن السفن المرافقة المستخدمة في معركة الأطلسي الثانية كانت في الغالب مدمرات ومرافقات المدمرات لمقاومة خطر الغواصات العسكرية الألمانية، فلم تشارك سفن الحلفاء إلا بعدد قليل من السفن الرئيسية الألمانية، مثل أدميرال جراف سبي، وشارنهورست وبسمارك

## عصر السفن الشراعية
قبل تطوير البحرية المكونة بكاملها من الصلب في أواخر القرن التاسع عشر، تم تعريف السفينة الرئيسية بوجه عام على أنها أي سفينة تابعة لـ البحرية الملكية البريطانية وضمن تصنيفاتها الخاصة بـ السفينة الخطية باعتبارها ضمن الفئة: الأولى أو الثانية أو الثالثة أو الرابعة
- الفئة الأولى: 100 مدفع أو أكثر، تُوضع بطريقة نموذجية على ثلاثة أو أربعة أسطح للسفينة. تواجه السفن ذات الأربعة أسطح ظروفًا قاسية في أمواج البحر العاتية، وقلما تُطلق النيران من سطح السفينة الأدنى إلا في حالة هدوء البحر.
- الفئة الثانية: 90–98 مدفعًا.
- الفئة الثالثة: من 64 إلى 80 مدفعًا (على الرغم من أن السفن ذات الفئة الثالثة المزودة بـ 64 مدفعًا كانت أصغر وقليلة العديد في العصور الأخرى)
- الفئة الرابعة: من 46 إلى 60 مدفعًا. بحلول عام 1756، تم الاعتراف بالضعف الشديد لهذه السفن أثناء المعارك وتم تطبيق الرسوم الإضافية عليها، ولكن على الرغم من ذلك فقد شاركت هذه السفن أيضًا في بحر الشمال غير العميق والشواطئ الأمريكية؛ حيث إن السفن الخطية الكبيرة لم تستطع الإبحار.

كانت الفرقاطة إحدى سفن الفئة الخامسة والفئة السادسة التي تتكون من فرقاطات صغيرة وفرقيطات. وبالقرب من نهاية الحروب النابليونية وفي أواخر القرن التاسع عشر، صُنفت الفرقاطات الأكبر حجمًا والأكثر قوة ضمن الفئة الرابعة.

## البارجة/الطوافة الحربية
تم الاتفاق على تعريف «السفن الرئيسية» بصورة رسمية في معاهدات الحد في العشرينيات والثلاثينيات من القرن العشرين في معاهدة واشنطن البحرية ومعاهدة لندن البحرية، ومعاهدة لندن البحرية الثانية. ينطبق ذلك في الأساس على السفن الناتجة من ثورة المدرعات البحرية وهي بوارج مدرعة بحرية (التي كانت تعرف في البداية باسم المدرعات البحرية ومؤخرًا باسم البوارج) والطوافات الحربية.
في القرن العشرين، وخاصة في الحرب العالمية الأولى والثانية، كانت السفن الرئيسية عبارة عن بوارج وطوافات حربية. وتقترب سعة السفن المذكورة سابقًا من 20000 طن أو أثقل، ومزودة بالمدافع ذات العيار الثقيل ودروع الوقاية الثقيلة. الطوافات الثقيلة، على الرغم من أنها سفن مهمة، فلا تُعتبر سفنًا رئيسية.
واستثناءً لما سبق ذكره، ففي الحرب العالمية الأولى، استخدمت طوافة من الفئة الألمانية. مع ذلك، فإن هذه الفئة كانت مشابهة من الناحية التقنية لـ الطوافات الثقيلة، ولكن مع المدافع الثقيلة جدًا، اعتبرت سفنًا رئيسية (ومن هنا جاءت التسمية البريطانية «البارجة الحربية الصغيرة»). كذلك، كان البعض يعتبر الطوافة من فئةألاسكا، على الرغم من كبر حجمها وليست من البوارج/الطوافات الحربية الحقيقية، سفنًا رئيسية.
أثناء الحرب الباردة، كانت طوافات الصواريخ الكبيرة من فئة كيروف التابعة لـ السوفيتية تستخدم لإزاحة عدد كافٍ من السفن لمنافسة السفن الرئيسية أثناء الحرب العالمية الثانية، ربما لتعريف الطوافة الحربية الجديدة لهذه الحقبة الزمنية. إضافة إلى ذلك، يعتبر البعض الطوافات من فئة كيروف مجرد طوافة صواريخ موجهة كبيرة الحجم.

## حاملة الطائرات

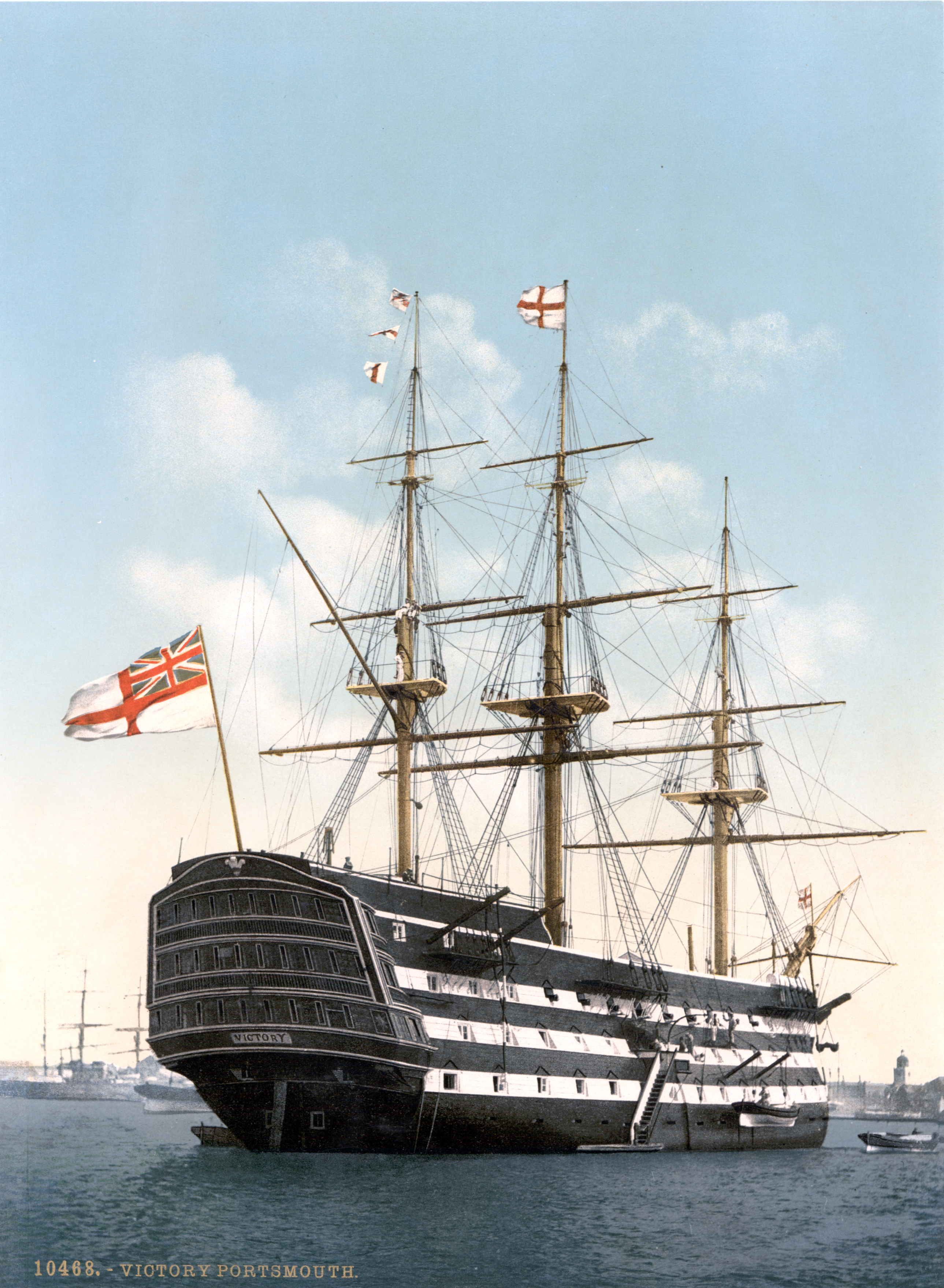
سفينة نيلسون الرئيسية

لم يتم اعتبار حاملات الطائرات على أنها سفن رئيسية على الصعيد العالمي حتى بداية عام 1942. فقد أُجبرت القوات البحرية الأمريكية  على الاعتماد بصورة رئيسية على حاملات الطائرات التابعة لها بعد الهجوم على بيرل هاربر وقد تسبب ذلك في غرق ثمانية من السفن الحربية للأسطول الأمريكي في المحيط الهادئ.
في القرن الحادي والعشرين، تعتبر حاملات الطائرات هي آخر السفن الرئيسية المتبقية، بالقدرات نفسها الموجودة من عدد أسطح السفينة والطائرات الموجودة على السطح، بدلاً من المدافع والعيارات. وللولايات المتحدة السيادة في امتلاك أنواع حاملات الطائرات؛ حيث إنها تمتلك مالا يقل عن 11 من الحاملات الضخمة للعمليات الخاصة، وهذه الحاملات لها القدرة على حمل ما يقرب من 100 طائرة تكتيكية وإطلاقها، لكن السفن الهجومية البرمائية الاثنتا عشرة الإضافية تتمتع بالإمكانيات نفسها (في تكوين "سفينة السيطرة البحرية الأمريكية") مثل حاملات الإقلاع والهبوط العمودي/القصير التابعة للدول الأخرى.
غواصات الصورايخ الباليستية (أو «قاذفات القنابل»)، فعلى الرغم من أنها مهمة ولها القدرة على استيعاب الحمولة نفسها أكثر من البوارج القديمة، فهي تعد ضمن قوة الردع النووي لأي دولة ولا تشارك في عمليات السيطرة البحرية التي تقوم بها السفن الرئيسية التقليدية. ولكن العديد من القوات البحرية، بما في ذلك البحرية الملكية البريطانية وبحرية الولايات المتحدة تعتبر هذه السفن سفنًا رئيسية.

## التسمية
تخصص بعض القوات البحرية أسماء خاصة بالسفن الرئيسية التابعة لها. قد تشير أسماء السفن الأساسية المذكورة إلى رؤساء الدول (على سبيل المثال بسمارك) أو إلى الأماكن المهمة (على سبيل المثال، (HMAS) الأسترالية) أو إلى الضباط البحريين والأدميرالات البارزين على مر التاريخ (على سبيل المثال دي رويتر)، أو الأحداث التاريخية (على سبيل المثال الباخرة الأمريكية كونستتيوشن كونستتيوشن) أو الأسماء التقليدية (على سبيل المثال إتش إم إسآرك رويال). ولكن هناك بعض الاستثناءت لهذه القاعدة.

## في الأدب
تم استخدام هذا المصطلح في أدب الخيال العلمي لوصف سفن الفضاء المستخدمة في السياقات العسكرية، بينما تُستخدم المصطلحات البحرية الأخرى في النمط المشابه لذلك؛ على سبيل المثال، كانت سفن الفضاء في قصص الخيال العلمي في الغالب «حاملات» تحمل المحاربين الصغار على غرار حاملات العالم الحقيقي التي تحمل طائرة المحارب، إضافة إلى وظيفتها كـ «بوارج».